# 怡陶碧谷
怡陶碧谷（英語：Etobicoke，发音为/ɛˈtoʊbɨkoʊ/，最後的k不發音），又譯伊陶碧谷，是加拿大安大略省多倫多市西部的一個地區。怡陶碧谷曾一度於大多倫多市内具有市級行政地位，但自從1998年大多六市合併後已成為多倫多市的一部分。怡陶碧谷東邊以漢伯河為界，南臨安大略湖，西接密西沙加和多倫多皮爾遜國際機場（機場有一小部分是位於怡陶碧谷），北邊以士刁士大道與旺市為界，西北端則與賓頓為鄰。

## 歷史
密西沙加族人從1695年起定居於現怡陶碧谷一帶，夏季於此處捕魚和務農，冬季則到較偏遠地方打獵。而「怡陶碧谷」一名亦來自密西沙加語的，意即「赤楊生長的地方」，指怡陶碧谷溪和漢伯河之間的土地，而上加拿大首任土地測量官鍾斯則將之拼為。

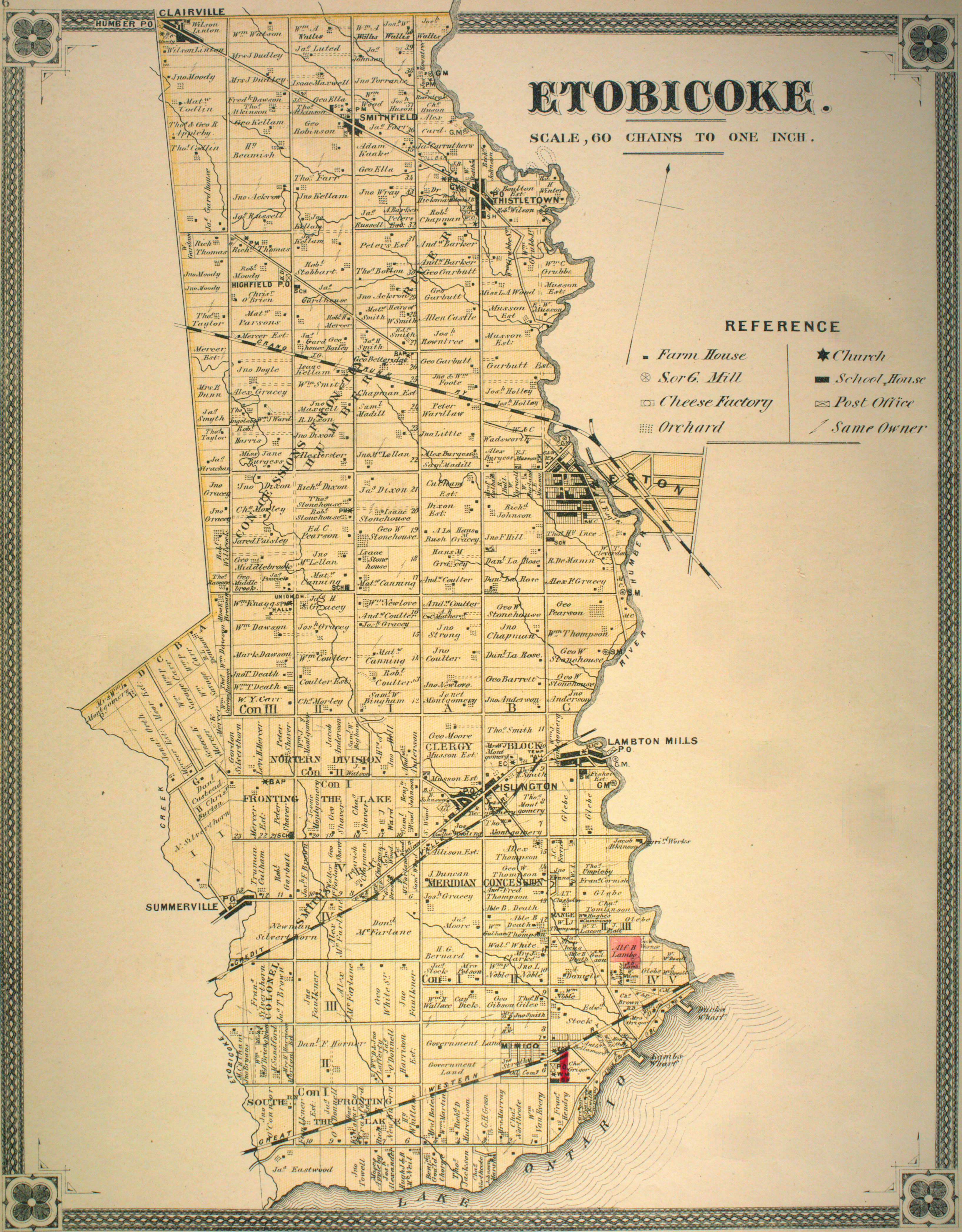
1878年怡陶碧谷地圖

上加拿大政府於1787年從密西沙加族人收購了安大略湖湖岸的一大片土地（即多倫多購地），當中包括了怡陶碧谷。在總督約翰·格雷夫斯·閃高的管治下，於1795年成為官方名稱。殖民者陸續遷至此處：怡陶碧谷在1805年有84名居民，到1809年則增至137人。
怡陶碧谷正式於1850年1月1日設鄉，到1881年人口升至2976人。美美高、新多倫多和朗布蘭治陸續於1911年至1930年間脫離怡陶碧谷鄉自組地方行政架構。
怡陶碧谷鄉於1953年聯同另外12個城鎮（當中包括舊多倫多市）脫離約克縣，組成新的大多倫多市；再於1967年重新與美美高（Mimico）、新多倫多和朗布蘭治合併成怡陶碧谷區（Borough of Etobicoke），並於1983年改組成怡陶碧谷市。怡陶碧谷再於1998年與大多倫多市另外5個城鎮合併成新的多倫多市。

## 人口
怡陶碧谷雖然於1998年併入多倫多市，但加拿大統計局於2001年進行的人口普查仍然分別呈報怡陶碧谷的人口數據。據當年人口普查所示，怡陶碧谷有338,117名居民。2006年和2011年人口普查則沒有另列怡陶碧谷的人口數據，但當局亦有提供怡陶碧谷區內三個國會和省議會選區的數據：
| 選區          | 2011年人口 |
| ------------- | ---------- |
| 怡陶碧谷北    | 117,601    |
| 怡陶碧谷中心  | 114,910    |
| 怡陶碧谷—湖濱 | 115,437    |
| 合計          | 347,948    |

此三個選區合共覆蓋的範圍與前怡陶碧谷市相同。
六市合併後，前怡陶碧谷市隸屬怡陶碧谷－約克區議會；其覆蓋範圍較前怡陶碧谷市為廣。此區議會所涵蓋範圍於2006年有595,320名居民，較2001年下降1.5%，約40%居民為有色少數族裔，50%居民為移民。由於怡陶碧谷南部鄰近大西洋街為西藏人（來自中國、印度及尼泊爾）聚居處，加上當地不少售賣藏族食品的商店，所以又有「小西藏」的外號。

## 交通

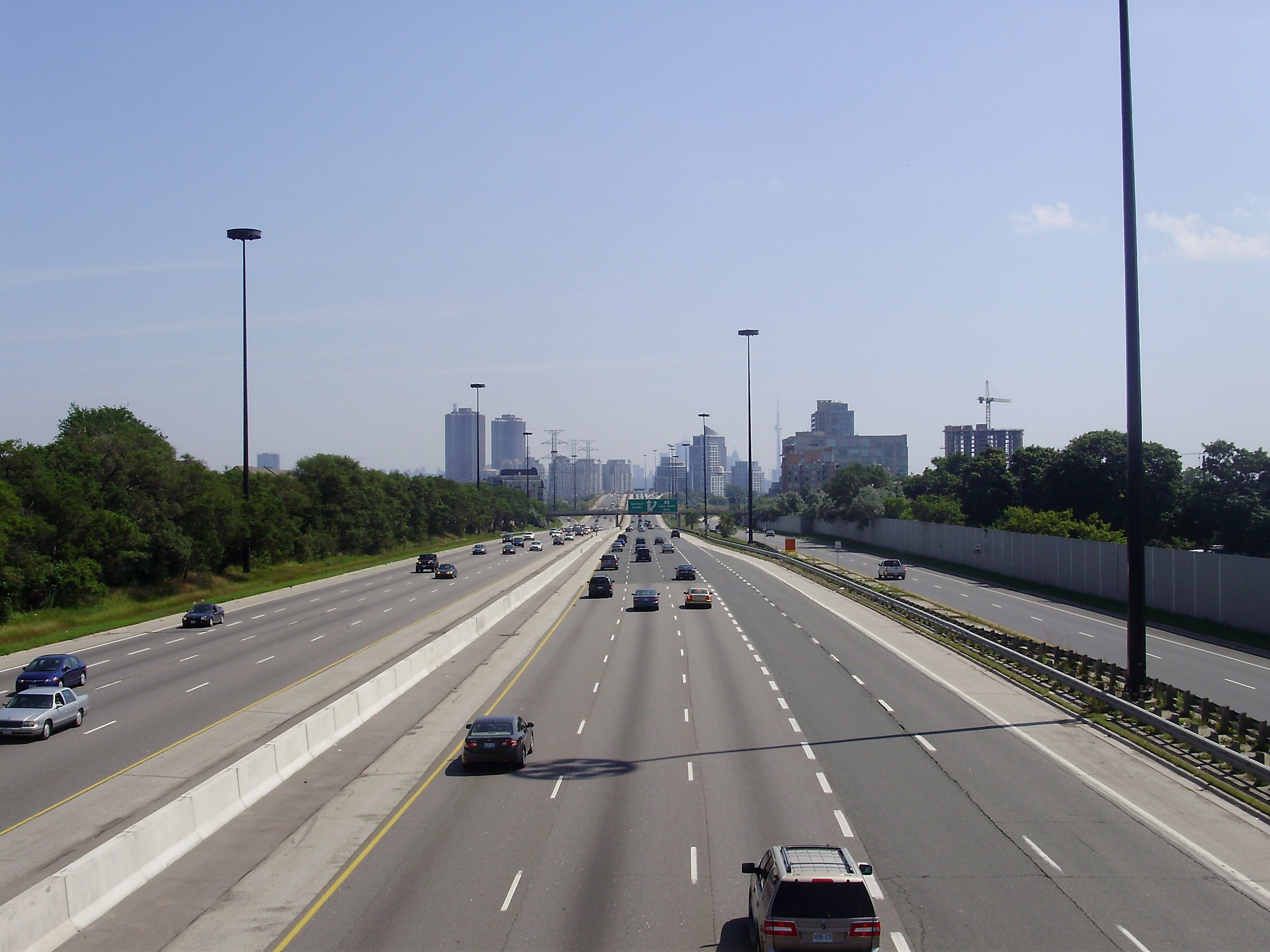
嘉甸拿高速公路東望

怡陶碧谷區内的公共交通由多倫多公車局（TTC）提供。TTC旗下的多倫多地鐵布魯亞－丹佛線於怡陶碧谷區内設有四個車站，而TTC亦於區内營運多條巴士綫。此外，密西沙加公車局（MiWay）亦有多條巴士綫駛經怡陶碧谷，連接密西沙加和布魯亞－丹佛線上的基伯齡地鐵站（Kipling Station）：東行往基伯齡地鐵站的巴士在怡陶碧谷區内只限乘客下車，而西行往密西沙加的巴士在怡陶碧谷區内只限乘客上車（在兩架密西沙加公車局巴士之間換乘的乘客則例外）。
GO運輸公司旗下有三條通勤鐵路綫駛經怡陶碧谷，分別為湖濱西綫、苗頓綫和基秦拿綫。
怡陶碧谷區内有三條省級高速公路，包括401號省道、427號省道和伊利沙伯皇后道（QEW），此外還有市級的嘉甸拿高速公路。嘉甸拿公路於怡陶碧谷内的路段過往曾屬QEW，但省政府於1998年取消QEW在427號省道以東的省道資格，並將之下放予多倫多市政府。

## 教育
多倫多公校教育局負責營運怡陶碧谷區內的英語非天主教公立中小學校；英語天主教公校則由多倫多天主教教育局營運。
漢博學院是區內唯一營運中的高等院校。

## 外部連結
- 怡陶碧谷族裔文化背景資料 （页面存档备份，存于）